# 旺阿末法立
旺阿末法立·旺沙烈（1962年11月13日—），是马来西亚律师、法官、政治人物，自2025年7月起任第11任马来西亚联邦首席大法官。

## 早年生活
旺阿末法立于1962年11月13日出生在瓜拉登嘉楼。他拥有西伦敦大学的法学学士学位。

## 政治生涯
2013年前，旺阿末法立是巫统党员。2001年担任瓜拉登嘉楼区部主席。2004年受委为内政部长政治秘书。随后在2005年12月23日由登嘉楼州议会委任为上议员。3年后，被时任首相阿都拉·巴达威任命为内政部第一副部长。
在2009年1月17日的瓜拉登嘉楼补选中，旺阿末法立输给回教党候选人阿都华希恩都。此后逐渐淡出政坛，并于2013年正式退出巫统。

## 司法生涯
2015年，旺阿末法立受委司法专员，于2019年8月8日被晋升为高庭法官。2020年，旺阿末法立裁定法庭无权审理最高元首依据联邦宪法第150条款宣布国家紧急状态的权力。
2022年6月，御用大律师佐纳登雷罗申请成为纳吉SRC国际公司上诉案中的上诉律师。当时身为高庭法官的旺阿末法立负责承审这项申请。旺阿末法立以自身受委法官前活跃于政治，也曾是国会上议员，且还有一名直系亲属在巫统担任区部主席为由，退出这项审理。
2022年8月，旺阿末法立也批准八打灵再也前国会议员玛丽亚陈挑战伊斯兰高庭，判她藐视法庭的司法审核申请。
他所承审过的案件还包括孩子单方面改教案，2023年5月11日裁定罗秀凤的司法复核被驳回，维持她两个14岁双胞胎女儿，以及11岁儿子的穆斯林身份。
2024年11月，旺阿末法立在赵明福家属提出的司法审核中，谕令警方必须在2024年11月21日起的六个月内完成赵明福案的调查。
2024年11月12日，晋升为上诉法院法官。
2025年7月18日，最高元首苏丹依布拉欣·依斯迈委任旺阿末法立为联邦首席大法官，接替已于7月2日退休的东姑麦润。他将于7月28日在最高元首前宣誓就职。

## 选举成绩
| 年份 | 选区            |  |                    | 得票数 | 得票率 | 竞选对手               | 竞选对手               | 得票数 | 得票率 | 总票数 | 多数票 | 投票率 |
| ---- | --------------- |  | ------------------ | ------ | ------ | ---------------------- | ---------------------- | ------ | ------ | ------ | ------ | ------ |
| 2009 | P036 瓜拉登嘉楼 |  | 旺阿末法立（巫统） | 30,252 | 47.77% |                        | 阿都华希恩都（回教党） | 32,883 | 51.92% | 63,993 | 2,631  | 79.76% |
| 2009 | P036 瓜拉登嘉楼 |  | 旺阿末法立（巫统） | 30,252 | 47.77% | 阿兹哈鲁丁（独立人士） | 193                    | 0.30%  |        | 63,993 | 2,631  | 79.76% |

## 荣誉

### 国内
- 登嘉樓 :
  -  登嘉楼王冠拿督勋章 (DPMT) – 拿督 (1996)[9]
  -  登嘉楼王冠丞官勋章 (SMT) (1994)[10]